# Боулинг Грин (Флорида)
Боулинг Грин (енгл. Bowling Green) град је у америчкој савезној држави Флорида. По попису становништва из 2010. у њему је живело 2.930 становника.

## Демографија
Према попису становништва из 2010. у граду је живело 2.930 становника, што је 38 (1,3%) становника више него 2000. године.
| Група             | 2000.         | 2010.         |
| Белци             | 1.138 (39,3%) | 862 (29,4%)   |
| Афроамериканци    | 391 (13,5%)   | 307 (10,5%)   |
| Азијати           | 10 (0,3%)     | 15 (0,5%)     |
| Хиспаноамериканци | 1.332 (46,1%) | 1.710 (58,4%) |
| Укупно            | 2.892         | 2.930         |